# منيهار
المنيهار هو مجتمع مسلم، يوجد بشكل رئيسي في شمال الهند، ومقاطعة السند في باكستان. يوجد عدد من المانيهار في منطقة تيراي في نيبال.